# Puchar Świata w narciarstwie alpejskim mężczyzn 2019/2020
Puchar Świata w narciarstwie alpejskim mężczyzn 2019/2020 to 54. edycja tej imprezy. Cykl rozpoczął się tradycyjnie w austriackim Sölden, 27 października 2019 roku, zaś zakończył zawodami w Kvitfjell 7 marca. W dniach 12 – 16 lutego 2020 roku miała odbyć się próba przed Zimowymi Igrzyskami Olimpijskimi 2022 w Yanqing, jednak zawody zostały odwołane w związku z szerzeniem się zakażeń wirusem SARS-CoV-2.
Po raz pierwszy w historii wprowadzono klasyfikację PAR, czyli konkurencji równoległych.

## Podium zawodów

### Indywidualnie
| Lp. | Data                 | Miejscowość            | Trasa                         | Konkurencja       | 1. Miejsce                                               | 2. Miejsce                                               | 3. Miejsce                                               |
| --- | -------------------- | ---------------------- | ----------------------------- | ----------------- | -------------------------------------------------------- | -------------------------------------------------------- | -------------------------------------------------------- |
| 1.  | 27 października 2019 | Sölden                 | Rettenbach                    | gigant            | Alexis Pinturault                                        | Mathieu Faivre                                           | Žan Kranjec                                              |
| 2.  | 24 listopada 2019    | Levi                   | Levi Black                    | slalom            | Henrik Kristoffersen                                     | Clément Noël                                             | Daniel Yule                                              |
| 3.  | 30 listopada 2019    | Lake Louise            | Men's Olympic/East Summit     | zjazd             | Thomas Dreßen                                            | Dominik Paris                                            | Carlo Janka Beat Feuz                                    |
| 4.  | 1 grudnia 2019       | Lake Louise            | Men's Olympic/East Summit     | supergigant       | Matthias Mayer                                           | Dominik Paris                                            | Vincent Kriechmayr Mauro Caviezel                        |
| 5.  | 6 grudnia 2019       | Beaver Creek           | Birds of Prey/Golden Eagle    | supergigant       | Marco Odermatt                                           | Aleksander Aamodt Kilde                                  | Matthias Mayer                                           |
| 6.  | 7 grudnia 2019       | Beaver Creek           | Birds of Prey/Golden Eagle    | zjazd             | Beat Feuz                                                | Johan Clarey Vincent Kriechmayr                          | -                                                        |
| 7.  | 8 grudnia 2019       | Beaver Creek           | Birds of Prey/Golden Eagle    | gigant            | Tommy Ford                                               | Henrik Kristoffersen                                     | Leif Kristian Nestvold-Haugen                            |
|     | 14 grudnia 2019      | Val d’Isère            |                               | gigant            | Zawody przeniesione na 1 marca do Hinterstoder           | Zawody przeniesione na 1 marca do Hinterstoder           | Zawody przeniesione na 1 marca do Hinterstoder           |
| 8.  | 15 grudnia 2019      | Val d’Isère            | Stade Olympique de Bellevarde | slalom            | Alexis Pinturault                                        | André Myhrer                                             | Stefano Gross                                            |
| 9.  | 20 grudnia 2019      | Val Gardena            | Saslong                       | supergigant       | Vincent Kriechmayr                                       | Kjetil Jansrud                                           | Thomas Dreßen                                            |
|     | 21 grudnia 2019      | Val Gardena            |                               | zjazd             | Zawody przeniesione na 27 grudnia do Bormio              | Zawody przeniesione na 27 grudnia do Bormio              | Zawody przeniesione na 27 grudnia do Bormio              |
| 10. | 22 grudnia 2019      | Alta Badia             | Gran Risa                     | gigant            | Henrik Kristoffersen                                     | Cyprien Sarrazin                                         | Žan Kranjec                                              |
| 11. | 23 grudnia 2019      | Alta Badia             | -                             | gigant równoległy | Rasmus Windingstad                                       | Stefan Luitz                                             | Roland Leitinger                                         |
| 12. | 27 grudnia 2019      | Bormio                 | Stelvio                       | zjazd             | Dominik Paris                                            | Beat Feuz                                                | Matthias Mayer                                           |
| 13. | 28 grudnia 2019      | Bormio                 | Stelvio                       | zjazd             | Dominik Paris                                            | Urs Kryenbühl                                            | Beat Feuz                                                |
| 14. | 29 grudnia 2019      | Bormio                 | Stelvio                       | superkombinacja   | Alexis Pinturault                                        | Aleksander Aamodt Kilde                                  | Loïc Meillard                                            |
| 15. | 5 stycznia 2020      | Zagrzeb                | Crveni Spust                  | slalom            | Clément Noël                                             | Ramon Zenhäusern                                         | Alex Vinatzer                                            |
| 16. | 8 stycznia 2020      | Madonna di Campiglio   | Canalone Miramonti            | slalom            | Daniel Yule                                              | Henrik Kristoffersen                                     | Clément Noël                                             |
| 17. | 11 stycznia 2020     | Adelboden              | Chuenisbärgli                 | gigant            | Žan Kranjec                                              | Filip Zubčić                                             | Henrik Kristoffersen Victor Muffat-Jeandet               |
| 18. | 12 stycznia 2020     | Adelboden              | Chuenisbärgli                 | slalom            | Daniel Yule                                              | Henrik Kristoffersen                                     | Marco Schwarz                                            |
| 19. | 17 stycznia 2020     | Wengen                 | Männlichen                    | superkombinacja   | Matthias Mayer                                           | Alexis Pinturault                                        | Victor Muffat-Jeandet                                    |
| 20. | 18 stycznia 2020     | Wengen                 | Lauberhorn                    | zjazd             | Beat Feuz                                                | Dominik Paris                                            | Thomas Dreßen                                            |
| 21. | 19 stycznia 2020     | Wengen                 | Männlichen                    | slalom            | Clément Noël                                             | Henrik Kristoffersen                                     | Aleksandr Choroszyłow                                    |
| 22. | 24 stycznia 2020     | Kitzbühel              | Streifalm                     | supergigant       | Kjetil Jansrud                                           | Aleksander Aamodt Kilde Matthias Mayer                   | -                                                        |
| 23. | 25 stycznia 2020     | Kitzbühel              | Streif                        | zjazd             | Matthias Mayer                                           | Vincent Kriechmayr Beat Feuz                             | -                                                        |
| 24. | 26 stycznia 2020     | Kitzbühel              | Ganslern                      | slalom            | Daniel Yule                                              | Marco Schwarz                                            | Clément Noël                                             |
| 25. | 28 stycznia 2020     | Schladming             | Planai                        | slalom            | Henrik Kristoffersen                                     | Alexis Pinturault                                        | Daniel Yule                                              |
| 26. | 1 lutego 2020        | Garmisch-Partenkirchen | Kandahar 1                    | zjazd             | Thomas Dreßen                                            | Aleksander Aamodt Kilde                                  | Johan Clarey                                             |
| 27. | 2 lutego 2020        | Garmisch-Partenkirchen | Kandahar 2                    | gigant            | Alexis Pinturault                                        | Loïc Meillard                                            | Leif Kristian Nestvold-Haugen                            |
| 28. | 8 lutego 2020        | Chamonix               | La Verte des Houches          | slalom            | Clément Noël                                             | Timon Haugan                                             | Adrian Pertl                                             |
| 29. | 9 lutego 2020        | Chamonix               | -                             | gigant równoległy | Loïc Meillard                                            | Thomas Tumler                                            | Alexander Schmid                                         |
|     | 15 lutego 2020       | Yanqing                |                               | zjazd             | Zawody przeniesione na 13 lutego do Saalbach-Hinterglemm | Zawody przeniesione na 13 lutego do Saalbach-Hinterglemm | Zawody przeniesione na 13 lutego do Saalbach-Hinterglemm |
|     | 16 lutego 2020       | Yanqing                |                               | supergigant       | Zawody przeniesione na 14 lutego do Saalbach-Hinterglemm | Zawody przeniesione na 14 lutego do Saalbach-Hinterglemm | Zawody przeniesione na 14 lutego do Saalbach-Hinterglemm |
| 30. | 13 lutego 2020       | Saalbach-Hinterglemm   | Schneekristall/Zwölfer        | zjazd             | Thomas Dreßen                                            | Beat Feuz                                                | Mauro Caviezel                                           |
| 31. | 14 lutego 2020       | Saalbach-Hinterglemm   | Schneekristall/Zwölfer        | supergigant       | Aleksander Aamodt Kilde                                  | Mauro Caviezel                                           | Thomas Dreßen                                            |
| 32. | 22 lutego 2020       | Yuzawa Naeba           | 2016 World Cup Course         | gigant            | Filip Zubčić                                             | Marco Odermatt                                           | Tommy Ford                                               |
|     | 23 lutego 2020       | Yuzawa Naeba           |                               | slalom            | Zawody odwołane                                          | Zawody odwołane                                          | Zawody odwołane                                          |
|     | 28 lutego 2020       | Hinterstoder           |                               | superkombinacja   | Zawody przeniesione na 1 marca 2020                      | Zawody przeniesione na 1 marca 2020                      | Zawody przeniesione na 1 marca 2020                      |
| 33. | 29 lutego 2020       | Hinterstoder           | Hannes Trinkl                 | supergigant       | Vincent Kriechmayr                                       | Mauro Caviezel                                           | Matthias Mayer                                           |
| 34. | 1 marca 2020         | Hinterstoder           | Hannes Trinkl                 | superkombinacja   | Alexis Pinturault                                        | Mauro Caviezel                                           | Aleksander Aamodt Kilde                                  |
| 35. | 2 marca 2020         | Hinterstoder           | Hannes Trinkl                 | gigant            | Alexis Pinturault                                        | Filip Zubčić                                             | Henrik Kristoffersen                                     |
| 36. | 7 marca 2020         | Kvitfjell              | Kvitfjell-Olympiabakken       | zjazd             | Matthias Mayer                                           | Aleksander Aamodt Kilde                                  | Carlo Janka                                              |
|     | 8 marca 2020         | Kvitfjell              |                               | supergigant       | Zawody odwołane                                          | Zawody odwołane                                          | Zawody odwołane                                          |
|     | 14 marca 2020        | Kranjska Gora          |                               | gigant            | Zawody odwołane                                          | Zawody odwołane                                          | Zawody odwołane                                          |
|     | 15 marca 2020        | Kranjska Gora          |                               | slalom            | Zawody odwołane                                          | Zawody odwołane                                          | Zawody odwołane                                          |
|     | 18 marca 2020        | Cortina d’Ampezzo      |                               | zjazd             | Zawody odwołane                                          | Zawody odwołane                                          | Zawody odwołane                                          |
|     | 19 marca 2020        | Cortina d’Ampezzo      |                               | supergigant       | Zawody odwołane                                          | Zawody odwołane                                          | Zawody odwołane                                          |
|     | 21 marca 2020        | Cortina d’Ampezzo      |                               | gigant            | Zawody odwołane                                          | Zawody odwołane                                          | Zawody odwołane                                          |
|     | 22 marca 2020        | Cortina d’Ampezzo      |                               | slalom            | Zawody odwołane                                          | Zawody odwołane                                          | Zawody odwołane                                          |

### Drużynowy slalom gigant równoległy
| Data          | Miejscowość       | 1. Miejsce      | 2. Miejsce      | 3. Miejsce      |
| ------------- | ----------------- | --------------- | --------------- | --------------- |
| 20 marca 2020 | Cortina d’Ampezzo | Zawody odwołane | Zawody odwołane | Zawody odwołane |

## Klasyfikacje
| Lp. | Zawodnik             | Punkty |
| --- | -------------------- | ------ |
| 1.  | Aleksander A. Kilde  | 1202   |
| 2.  | Alexis Pinturault    | 1148   |
| 3.  | Henrik Kristoffersen | 1041   |
| 4.  | Matthias Mayer       | 916    |
| 5.  | Vincent Kriechmayr   | 794    |
| 6.  | Beat Feuz            | 792    |
| 7.  | Mauro Caviezel       | 669    |
| 8.  | Kjetil Jansrud       | 665    |
| 9.  | Thomas Dreßen        | 602    |
| 10. | Loïc Meillard        | 579    |

| Lp. | Zawodnik            | Punkty |
| --- | ------------------- | ------ |
| 1.  | Beat Feuz           | 650    |
| 2.  | Thomas Dreßen       | 438    |
| 3.  | Matthias Mayer      | 424    |
| 4.  | Aleksander A. Kilde | 413    |
| 5.  | Dominik Paris       | 384    |
| 6.  | Vincent Kriechmayr  | 362    |
| 7.  | Johan Clarey        | 316    |
| 8.  | Carlo Janka         | 259    |
| 9.  | Kjetil Jansrud      | 248    |
| 10. | Mauro Caviezel      | 220    |

| Lp. | Zawodnik            | Punkty |
| --- | ------------------- | ------ |
| 1.  | Mauro Caviezel      | 365    |
| 2.  | Vincent Kriechmayr  | 362    |
| 3.  | Aleksander A. Kilde | 336    |
| 4.  | Matthias Mayer      | 324    |
| 5.  | Kjetil Jansrud      | 305    |
| 6.  | Mattia Casse        | 209    |
| 7.  | Marco Odermatt      | 203    |
| 8.  | Alexis Pinturault   | 169    |
| 9.  | Thomas Dreßen       | 164    |
| 10. | Dominik Paris       | 145    |

| Lp. | Zawodnik                | Punkty |
| --- | ----------------------- | ------ |
| 1.  | Henrik Kristoffersen    | 394    |
| 2.  | Alexis Pinturault       | 388    |
| 3.  | Filip Zubčić            | 368    |
| 4.  | Žan Kranjec             | 364    |
| 5.  | Tommy Ford              | 267    |
| 6.  | Leif K. Nestvold-Haugen | 249    |
| 7.  | Mathieu Faivre          | 225    |
| 7.  | Aleksander A. Kilde     | 225    |
| 9.  | Marco Odermatt          | 211    |
| 10. | Victor Muffat-Jeandet   | 191    |

| Lp. | Zawodnik               | Punkty |
| --- | ---------------------- | ------ |
| 1.  | Henrik Kristoffersen   | 552    |
| 2.  | Clément Noël           | 550    |
| 3.  | Daniel Yule            | 495    |
| 4.  | Ramon Zenhäusern       | 323    |
| 5.  | Sebastian Foss Solevåg | 297    |
| 6.  | Alexis Pinturault      | 286    |
| 7.  | Marco Schwarz          | 274    |
| 8.  | André Myhrer           | 234    |
| 9.  | Michael Matt           | 182    |
| 10. | Aleksandr Choroszyłow  | 174    |

| Lp. | Zawodnik              | Punkty |
| --- | --------------------- | ------ |
| 1.  | Alexis Pinturault     | 280    |
| 2.  | Aleksander A. Kilde   | 172    |
| 3.  | Matthias Mayer        | 140    |
| 3.  | Riccardo Tonetti      | 140    |
| 5.  | Loïc Meillard         | 139    |
| 6.  | Victor Muffat-Jeandet | 124    |
| 7.  | Kjetil Jansrud        | 112    |
| 8.  | Mauro Caviezel        | 80     |
| 9.  | Pawieł Trichiczew     | 76     |
| 10. | Vincent Kriechmayr    | 70     |

| Lp. | Zawodnik                | Punkty |
| --- | ----------------------- | ------ |
| 1.  | Loïc Meillard           | 129    |
| 2.  | Rasmus Windingstad      | 103    |
| 3.  | Stefan Luitz            | 82     |
| 4.  | Thomas Tumler           | 80     |
| 5.  | Roland Leitinger        | 73     |
| 5.  | Alexander Schmid        | 73     |
| 7.  | Thibaut Favrot          | 66     |
| 8.  | Henrik Kristoffersen    | 62     |
| 9.  | Leif K. Nestvold-Haugen | 61     |
| 10. | Žan Kranjec             | 59     |
| 10. | Lucas Braathen          | 59     |